# Durandé
Durandé is een gemeente in de Braziliaanse deelstaat Minas Gerais. De gemeente telt 7.146 inwoners (schatting 2009).

## Aangrenzende gemeenten
De gemeente grenst aan Chalé, Lajinha, Martins Soares, Reduto, Santana do Manhuaçu, São José do Mantimento en Iúna (ES).